# Culte des morts dans l'Égypte antique
Chez les Égyptiens de l'Antiquité, les cérémonies et croyances liées à la mort représentaient une part importante de leur vie. Les préoccupations liées à la mort au cours de l'Égypte antique étaient d'ordre religieux.
Le mythe de la mort représentait un aspect très important de la religion des Égyptiens, mais constituait surtout une étape importante de la vie du pharaon, frère des dieux, qui devait après son décès vivre auprès de ceux-ci un repos éternel. Les Égyptiens considéraient qu'après le décès l'âme du défunt pouvait renaître et accéder au « royaume des morts » et au repos éternel. 
Le mythe de la mort peut être décomposé en deux parties : 
- la première étape qui est le voyage du défunt vers l'au-delà avec la cérémonie de l'embaumement ;
- la seconde étape qui correspond au jugement de l'âme du défunt par le dieu Osiris lorsque celui-ci atteint l'au-delà pour être jugé et peut-être accéder au repos éternel.